# Dérive – Zeitschrift für Stadtforschung
Dérive – Zeitschrift für Stadtforschung ist ein interdisziplinäres und unabhängiges Journal für Urbanistik und wird seit dem Jahr 2000 vierteljährlich von dérive – Verein für Stadtforschung in Wien herausgegeben.
Neben der Herausgabe der Zeitschrift widmet sich der Verein der Vermittlung stadtspezifischer Themen, unter anderem durch die Gestaltung von „dérive – Radio für Stadtforschung“ und der Organisation von „urbanize! – Internationales Festival für urbane Erkundungen“, welches jährlich in Wien stattfindet.

## Ausrichtung, Aufbau und Anspruch
Dérive ist international, interdisziplinär und gesellschaftskritisch ausgerichtet und nähert sich dem Thema Stadt aus unterschiedlichen Blickwinkeln und Fachrichtungen. Die behandelten Felder reichen von Architektur, Stadt- und Landschaftsplanung, Raumordnung und Bildender Kunst bis zu Geographie, Soziologie, Politik- und Medienwissenschaften und Philosophie. Thematisiert werden urbane Problemstellungen auf unterschiedlichen Maßstabsebenen – von global bis lokal – die Aufschlüsse über gegenwärtige städtische Entwicklungen geben sollen. Beispiele für die in der Zeitschrift behandelten Themenkomplexe sind Wohnen, Mobilität, Migration, Aufwertung, Sicherheit, Stadt und Klimawandel, Kunst und Stadtentwicklung, Arbeit und Produktion.
Die Artikel erscheinen zum Großteil auf Deutsch und teils auf Englisch. Der Aufbau der Zeitschrift gliedert sich in einen Schwerpunktteil, der meist von Forschungsteams, korrespondierend mit deren Forschungsarbeiten, gestaltet wird. Im Magazinteil finden sich Artikel und Interviews zu aktuellen stadtspezifischen Themen und im Besprechungsteil Rezensionen zu themenrelevanten und aktuellen Publikationen, Ausstellungen und Filmen. Weiterer fixer Bestandteil jeder Ausgabe ist ein mehrseitiges Kunstinsert internationaler Kunstschaffender, die sich in ihren Arbeiten mit Fragestellungen des urbanen Raumes auseinandersetzen. Kuratiert werden die inhaltlich eigenständigen Kunstinserts vom Architekten Paul Rajakovics und der Künstlerin Barbara Holub, die gemeinsam auch die Plattform transparadiso betreiben. Ebenso fixer Bestandteil der dérive-Ausgaben ist die Serie „Geschichte der Urbanität“ des Kultur- und Stadtsoziologen Manfred Russo.
Dérive versteht sich als offene Plattform zum Austausch urbanistischen Wissens. Als interdisziplinäres Medium verfolgt das Magazin das Ziel, wissenschaftliche Disziplinengrenzen zu überschreiten und die Diskussion zwischen verschiedenen Akteuren anzuregen. Unter den fast 500 Autoren, die seit der Gründung des Magazins in dérive publiziert haben, finden sich neben Wissenschaftlern auch Aktivisten aus sozialen urbanen Bewegungen. Forschungsergebnisse und Analysen stehen neben konkreten Erfahrungsberichten und ergänzen einander.
Aus dem Bereich der Stadtsoziologie erschienen beispielsweise Beiträge von Loïc Wacquant und Saskia Sassen. Seitens der Kunstwissenschaft publizierte unter anderem Elke Krasny. Zudem erschienen auch Beiträge aus der Geographie (z. B. Erik Swyngedouw) und der Politologie (z. B. Roger Keil).

## Namensgebung
Dérive stellt ein Konzept der Psychogeographie dar und bezeichnet die ungeplante, situationistische Verfahrensweise des Umherschweifens durch den urbanen Raum. Der Name dérive bedeutet übersetzt „driften“ und wurde von der Situationistischen Internationale (SI) zur Beschreibung einer unkontrollierten und ungeplanten Methode zur Erforschung und Erfahrung der Stadt verwendet. Durch das Durchstreifen der bekannten oder fremden urbanen Umgebung, abseits der gewohnten Wege, ohne Zweck und definiertes Ziel, soll die Praktik des dérive neue Sichtweisen und eine andere Art der Wahrnehmung des Städtischen ermöglichen. Während dérive vorerst vor allem durch die SI, linke Gruppen und Künstlern praktiziert wurde, hat dérive als Methode vor allem in den letzten Jahren vermehrt an Bedeutung in der wissenschaftlichen Stadtforschung gewonnen.

## Dérive – Radio für Stadtforschung
Dérive – Verein für Stadtforschung bedient sich auch anderer Medien zur Vermittlung und Diskussion urbaner Themen. Seit Juni 2011 wird auf der Frequenz von Radio Orange 94.0 monatlich (1. Dienstag im Monat um 17.30 Uhr) „dérive – Radio für Stadtforschung“ gesendet, welches auch von anderen deutschsprachigen Radiosendern ins Programm aufgenommen wird. Die Sendung setzt sich aus dem „Wörterbuch:Stadt“, in welchem Experten zentrale Begriffe aus der Stadtforschung erklären, der „Geschichte der Urbanität“, eine gekürzte Fassung der in der Zeitschrift abgedruckten Serie von Manfred Russo und einem aktuellen Schwerpunktthema zusammen. Alle Sendungen können im Cultural Broadcasting Archive nachgehört werden.

## Netzwerke
Die Zeitschrift ist Partner des Netzwerks europäischer Kulturzeitschriften Eurozine, der gleichnamige Verein als Herausgeber des Urbanismusmagazins ist Mitglied von INURA – International Network of Urban Research and Action.